# Deikalivka, Zinkiv
Deikalivka (în ucraineană Дейкалівка) este localitatea de reședință a comunei Deikalivka din raionul Zinkiv, regiunea Poltava, Ucraina.

## Demografie
Componența lingvistică a localității Deikalivka
     Ucraineană (98,21%)
     Rusă (1,05%)
     Alte limbi (0,74%)
Conform recensământului din 2001, majoritatea populației localității Deikalivka era vorbitoare de ucraineană (98,21%), existând în minoritate și vorbitori de rusă (1,05%).